# Центр (Чортків)
Центр — мікрорайон Чорткова.

## Вулиці
- Степана Бандери
- Маньовського
- Монастирська
- Пігута
- Синенького
- Сліпого
- Коновальця
- Лесі Українки
- Лепкого
- Глибока
- Горбачовського
- Зелена
- Карабіневича
- Коротка
- Коцюбинського
- Мельника
- Надбережна
- Носса
- Росляка
- Сонячна
- Франка
- Церковна
- Аптечна
- Гоголя
- Млинарська
- Петрушевича
- Ринок
- Хічія
- Шевченка
- Шкільна
- Юрчинських
- Вербова
- Галицька
- Глуха
- Незалежності
- Пітушевського
- Подільська
- Водна
- Грушевського
- Дорошенка
- Драгоманова
- Котляревського
- Мазепи
- Молодіжна
- Наливайка
- Паркова
- Підлісна
- Пулюя
- Хмельницького
- Шептицького

## Храми

### Греко-католицькі
- Церква Непорочного Зачаття Пречистої Діви Марії
- Катедральний собор верховних апостолів Петра і Павла

### Православні
- Церква Успіння Пресвятої Богородиці

### Юдейські
- Стара синагога
- Хасидська синагога

## Державні установи
- Чортківська міська рада

## Навчальні заклади

### Вищі навчальні заклади
- Чортківський навчально-науковий інститут підприємництва і бізнесу Тернопільського Національного економічного університету
- Чортківський гуманітарно-педагогічний коледж імені Олександра Барвінського
- Чортківський державний медичний коледж
- Чортківська дяківсько-катехитична академія імені священномученика (єпископа) Григорія Хомишина

### Школи
- Чортківська гімназія імені Маркіяна Шашкевича
- Чортківська спеціалізована школа-інтернат № 3 спортивного профілю імені Романа Ільяшенка
- Чортківська міська музична школа
- Чортківська загальноосвітня школа № 2
- Чортківська загальноосвітня школа № 7